# エリオニクス
株式会社エリオニクスは、電子線描画装置・電子ビーム描画装置をはじめとした、ナノテク、電子・イオン等の粒子線、および光・X線等の電磁波に関する技術を応用した各種機器・システムの研究・開発・設計・製造・販売・技術提供・輸出入・保守サービス等を行う会社。本社は東京都八王子市元横山町3丁目7番6号。